# St. Helens (Oregon)
St. Helens è un centro abitato (City) degli Stati Uniti d'America, capoluogo della contea di Columbia, nello Stato dell'Oregon. Nel 2009 la popolazione era di 12.561 abitanti.

## Geografia fisica
Secondo i rilevamenti dello United States Census Bureau, St. Helens si estende su una superficie di 13,8 km².